# پیز لیشانا
پیز لیشانا (به لاتین: Piz Lischana) یک کوه در سوئیس است که در کانتون گراوبوندن واقع شده‌است. پیز لیشانا ۳٬۱۰۵ متر بالاتر از سطح دریا واقع شده‌است.